# Het Orgel
Het Orgel ist eine niederländische Zeitschrift für Orgelbau und Orgelmusik. Sie wird von der königlichen niederländischen Organisten-Vereinigung herausgegeben.
Het Orgel ist die älteste organologische Zeitschrift Europas. Die erste Ausgabe erschien 1886/1887 unter dem Titel Het orgel: maandblad voor organisten. Bis 1900/1901 folgten 15 Jahrgänge der Monatszeitschrift, bei dem letzten Jahrgang sogar zwei Hefte pro Monat. In neuer Folge wurden die Hefte ab 1903 von der Nederlandsche Organisten-vereniging (NOV) herausgegeben. Das Organ erschien von 1919 bis 1939 und von 1946 bis 1951 unter dem Namen Maandblad het orgel, von 1939 bis 1946 und nach 1952 wieder unter dem Titel Het Orgel. Auch die Untertitel wechselten mehrfach. Der Herausgeber wurde 1991 in Koninklijke Nederlandse Organisten Vereniging umbenannt. Im Jahr 1997 erschien die Zeitschrift zehnmal. Von Januar 1997 bis Mai 2008 wurden die Hefte um die unselbstständige Beilage De orgelkrant ergänzt, die seitdem unter dem Namen Notabene erscheint. Seit 1998 ist die Erscheinungsweise zweimonatlich. Die herausgebende Vereinigung fusionierte im Jahr 2009 mit der Gereformeerde organisten Vereniging (GOV) und wurde infolgedessen in  Koninklijke Vereniging van Organisten en Kerkmusici (KVOK) umbenannt.
Die gedruckte Ausgabe wird von der Internetpräsenz flankiert. Hier finden sich Zusammenfassungen der Artikel in niederländischer, englischer, deutscher oder französischer Sprache. Eine Agenda informiert über Orgelkonzerte in den Niederlanden und Festivals im Ausland. Mittels einer Suchmaschine werden wichtige Orgel-Zeitschriften erschlossen, neben den niederländischen Zeitschriften Het Orgel, Muziek & Eredienst, Orgelvriend, Notabene, Orgelkrant und Muziek & Liturgie die deutschen Ars Organi, Organ – Journal für die Orgel und Orgel International. Eine umfangreiche Linksammlung verweist auf bedeutende Orgeln in der ganzen Welt. Mit Stand Juli 2012 wurde auf über 2700 Orgeln und auf über 300 Orgelbauer in Deutschland verlinkt.